# Hockeria gallicola
Hockeria gallicola är en stekelart som beskrevs av Prinsloo 1984. Hockeria gallicola ingår i släktet Hockeria och familjen bredlårsteklar.
Artens utbredningsområde är Namibia. Inga underarter finns listade i Catalogue of Life.